# Али Сина (активист)
Али Сина — канадский активист иранского происхождения, убежденный критик ислама, который называет себя экс-мусульманином. Он является основателем международного движения за свободу вероисповедания, которое он описывает как стихийное движение экс-мусульман.